# Palasport Giacomo Del Mauro
Il palasport Giacomo Del Mauro (conosciuto anche come PalaDelMauro) è il palazzetto dello sport di Avellino, sede casalinga delle formazioni locali di basket (la Felice Scandone e l'Avellino Basket) e della Sandro Abate Five Soccer.

## Impianto
Ubicato in Contrada Zoccolari nei pressi dello Stadio Partenio-Adriano Lombardi, è intitolato a Giacomo Del Mauro, atleta campano vicecampione nazionale di ginnastica artistica ai Giochi della Gioventù, giocatore di pallamano quindi allenatore, dopo il drammatico incidente che lo costrinse giovanissimo sulla sedia a rotelle per il resto della vita che si concluse all'età di soli 27 anni.
L'impianto è composto da due curve (Nord e Sud) e due tribune (Montevergine e Terminio), disposte parallelamente al campo di gioco e a loro volta divise nei settori "centrale" (inclusa l'area "vip") e "superiore".
Il palasport ha subito lavori di ampliamento nel 2008, resi necessari per consentire alla Felice Scandone di disputare l'Eurolega. L'originale capienza di 4 000 spettatori è stata portata agli attuali 5 195 posti con la realizzazione dei settori dei cosiddetti "distinti" posti a divisione dei settori "tribuna" e "curva". È stata, inoltre, creata la "tribuna stampa", posta nella parte sottostante la "curva Nord" e ridimensionata a seguito della ristrutturazione del 2020.

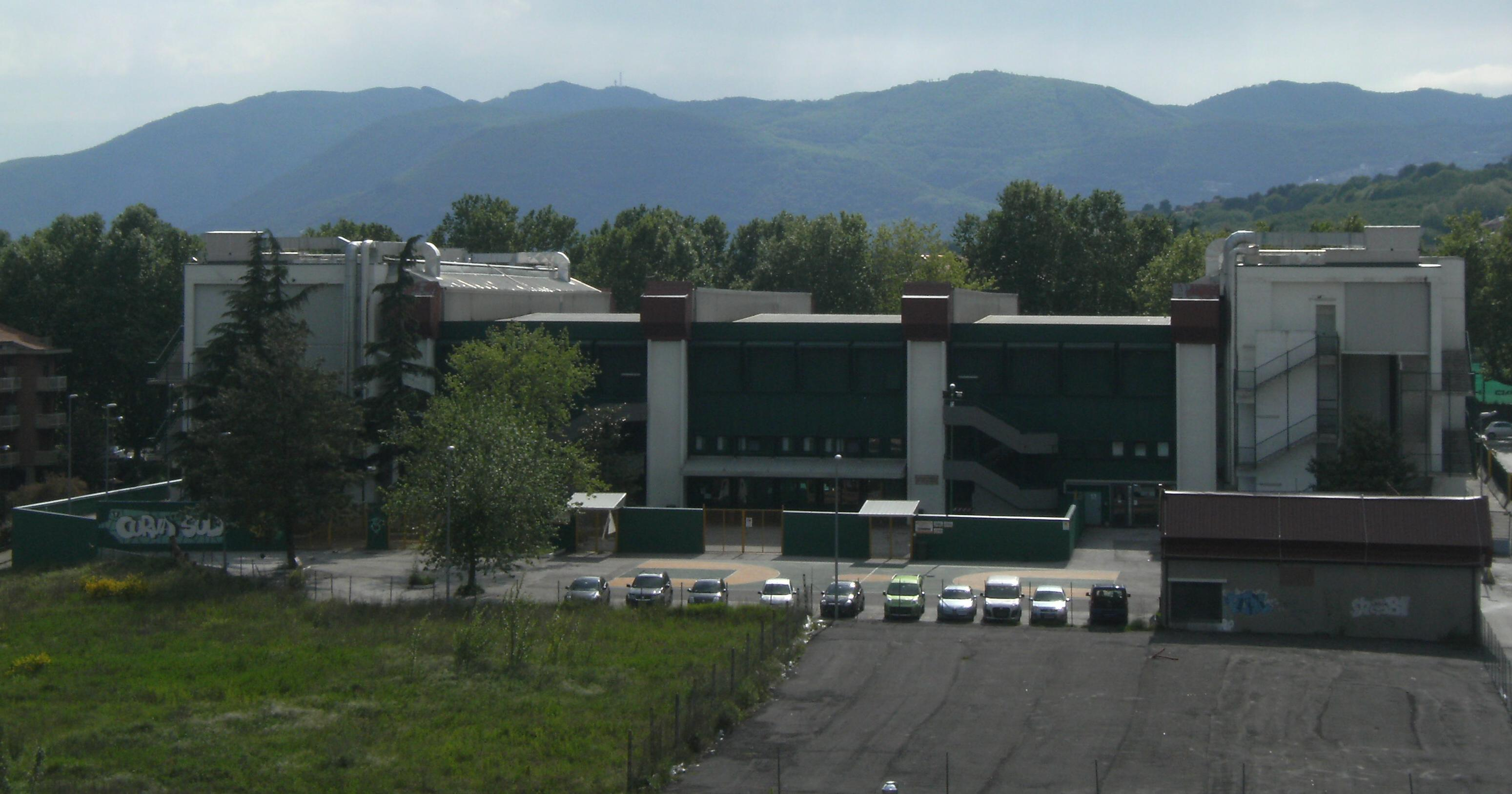
Vista della tribuna Terminio

La prima partita nel nuovo impianto è stata disputata domenica 19 ottobre 2008, in occasione dell'esordio casalingo dell'Air Avellino nel campionato di serie A 2008-2009 contro la Sebastiani Rieti, vinta dai padroni di casa per 92-80. Il primo incontro in campo europeo, invece, è stato disputato il 23 ottobre 2008, terminata con la sconfitta per 69-83 della formazione locale in favore dell'Olympiakos.
Il palasport ha ospitato la Serie A di basket maschile (dal 2000 al 2019), la Serie A di calcio a 5 (dal 2020), la Serie A2 di volley maschile (Pallavolo Avellino nella stagione 2007-2008 e Pallavolo Atripalda dal 2011 al 2013), la Serie A2 di basket femminile e la Serie A di pallamano femminile (nel 2005).
In ambito europeo, la locale formazione di pallacanestro maschile ha disputato presso il PalaDelMauro gli incontri casalinghi della stagione 2008-09 di Eurolega, le stagioni 2016-2017, 2017-2018 e 2018-2019 di Basketball Champions League e la FIBA Europe Cup nel 2017-2018, edizione nella quale ha ospitato anche la finale di andata continentale.
Si sono svolte anche alcune partite della nazionale italiana di basket e l'incontro Italia-USA di World League di pallavolo 2007.
Il 30 ottobre 2009 l'assemblea di Lega Basket, riunitasi a Bologna, decise di assegnare ad Avellino l'organizzazione delle Final Eight 2010 in programma al PalaDelMauro dal 18 al 21 febbraio 2010. Le settimane seguenti alla delibera furono caratterizzate da numerose ipotesi di modifica della sede ospitante a causa di alcune divergenze tra un limitato numero di club e la Lega Basket.. Il 25 gennaio 2010 Avellino venne scelta ufficialmente come sede della Coppa Italia.
La struttura ha, inoltre, ospitato nel maggio 1989 e nell'aprile 2014 il tour italiano degli Harlem Globetrotters.

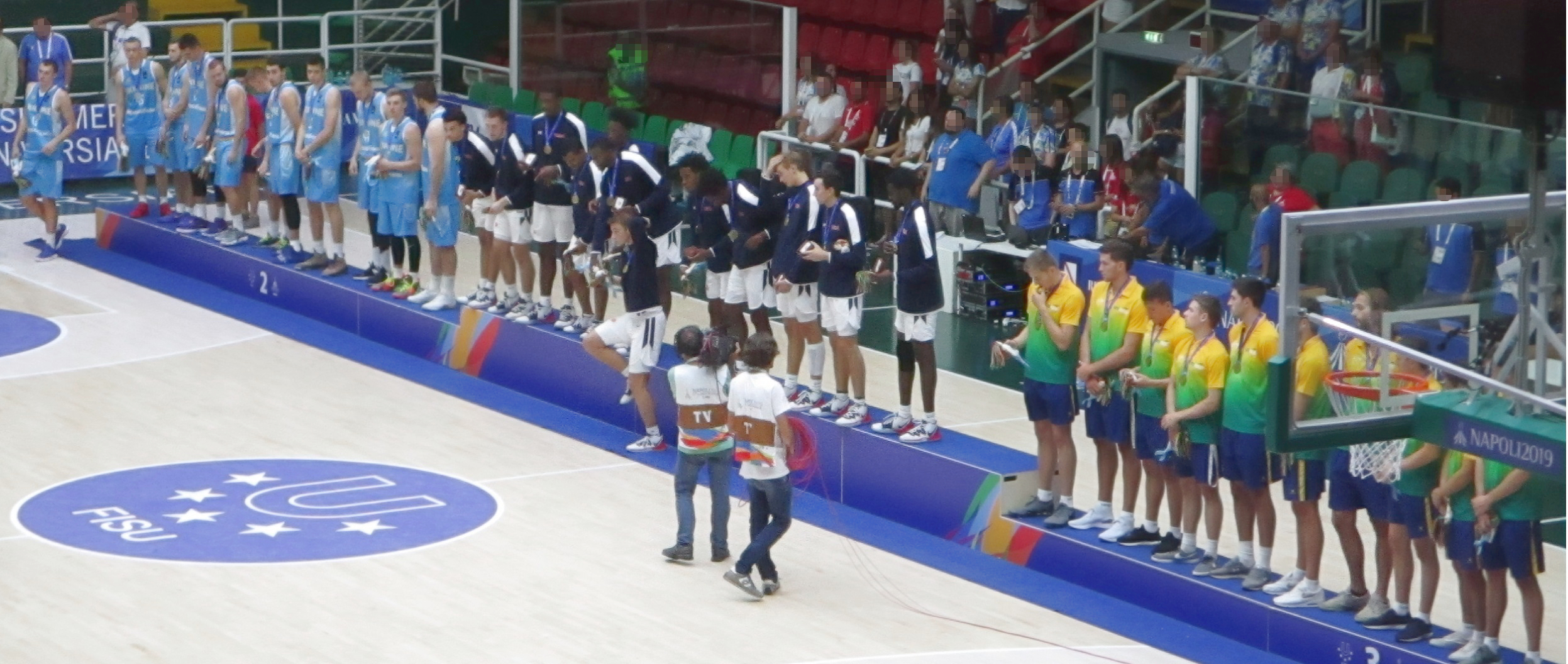
Premiazione della pallacanestro alla XXX Universiade

Nel 2019 si sono tenuti alcuni incontri di pallacanestro maschile (incluso la finale) e femminile della XXX Universiade. Per tale manifestazione, l'impianto è stato oggetto di lavori di ristrutturazione, con l'installazione dell'illuminazione a led, la sostituzione del parquet e il rifacimento degli spogliatoi.
Nel giugno 2020 viene firmata una convenzione tra il comune di Avellino e la Sandro Abate Five Soccer per l’utilizzo dell’impianto. Il campo di gioco subisce lavori di adeguamento alle norme previste per gli incontri di calcio a 5, con la demolizione di parte della tribuna stampa e l'allungamento del parquet.
Nel gennaio 2021 si sono svolti i campionati italiani assoluti maschili e femminili di pugilato.
Nel luglio 2021 la Scandone viene sciolta per fallimento e la co-gestione del PalaDelMauro viene rilevata dalla neonata società cestistica Del Fes Avellino.

## Galleria d'immagini

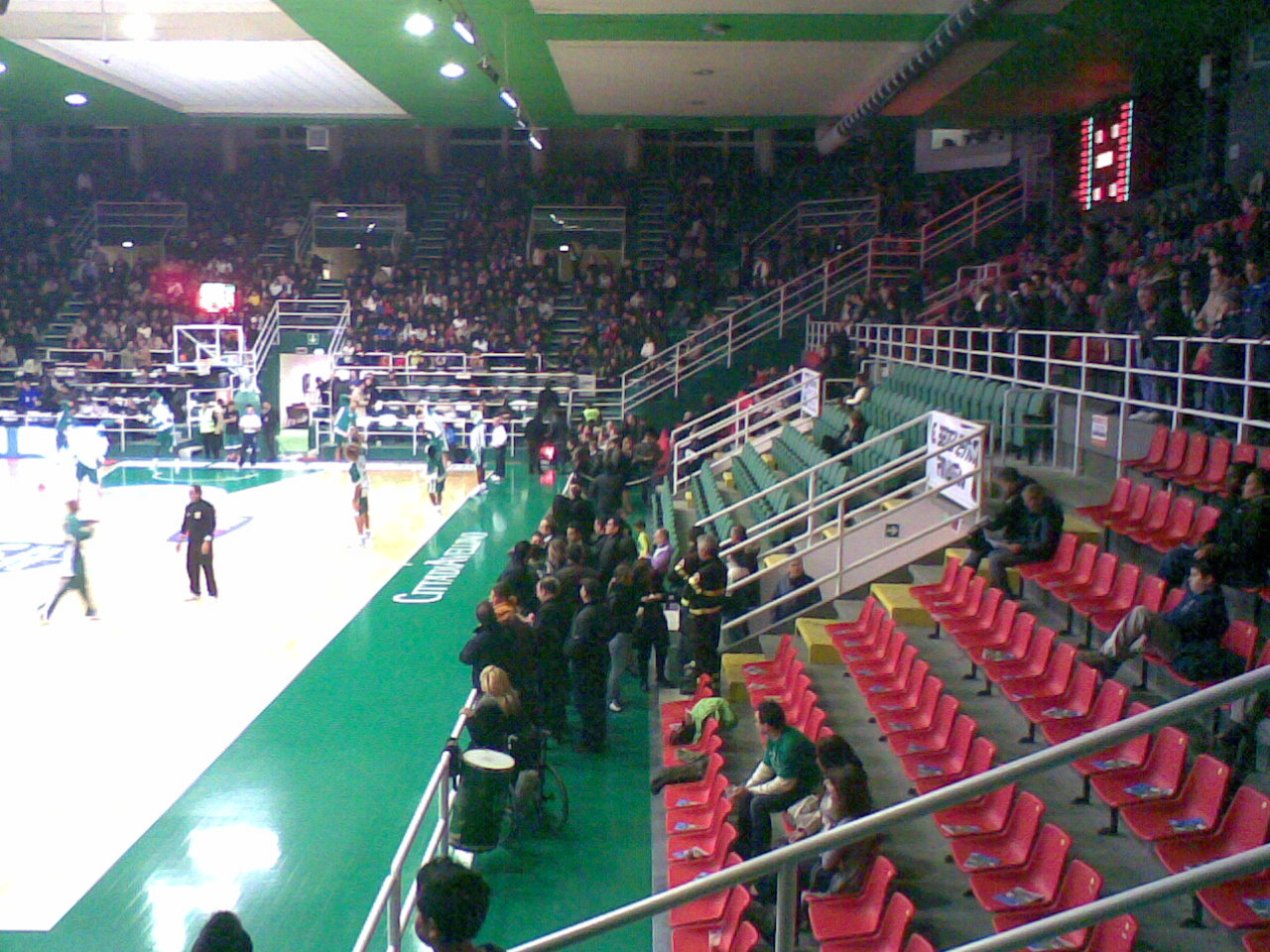
Gli spalti
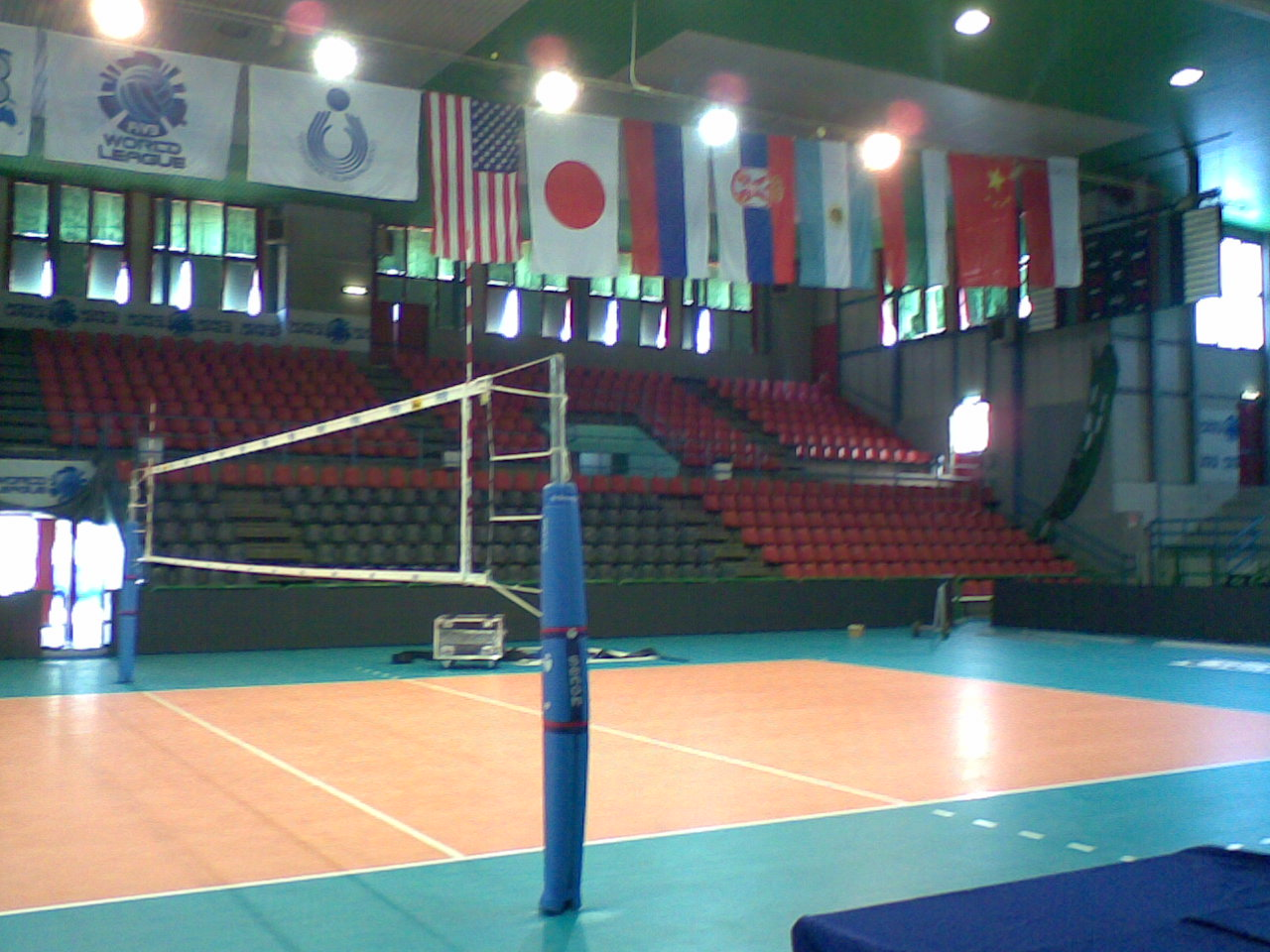
Interno prima della ristrutturazione
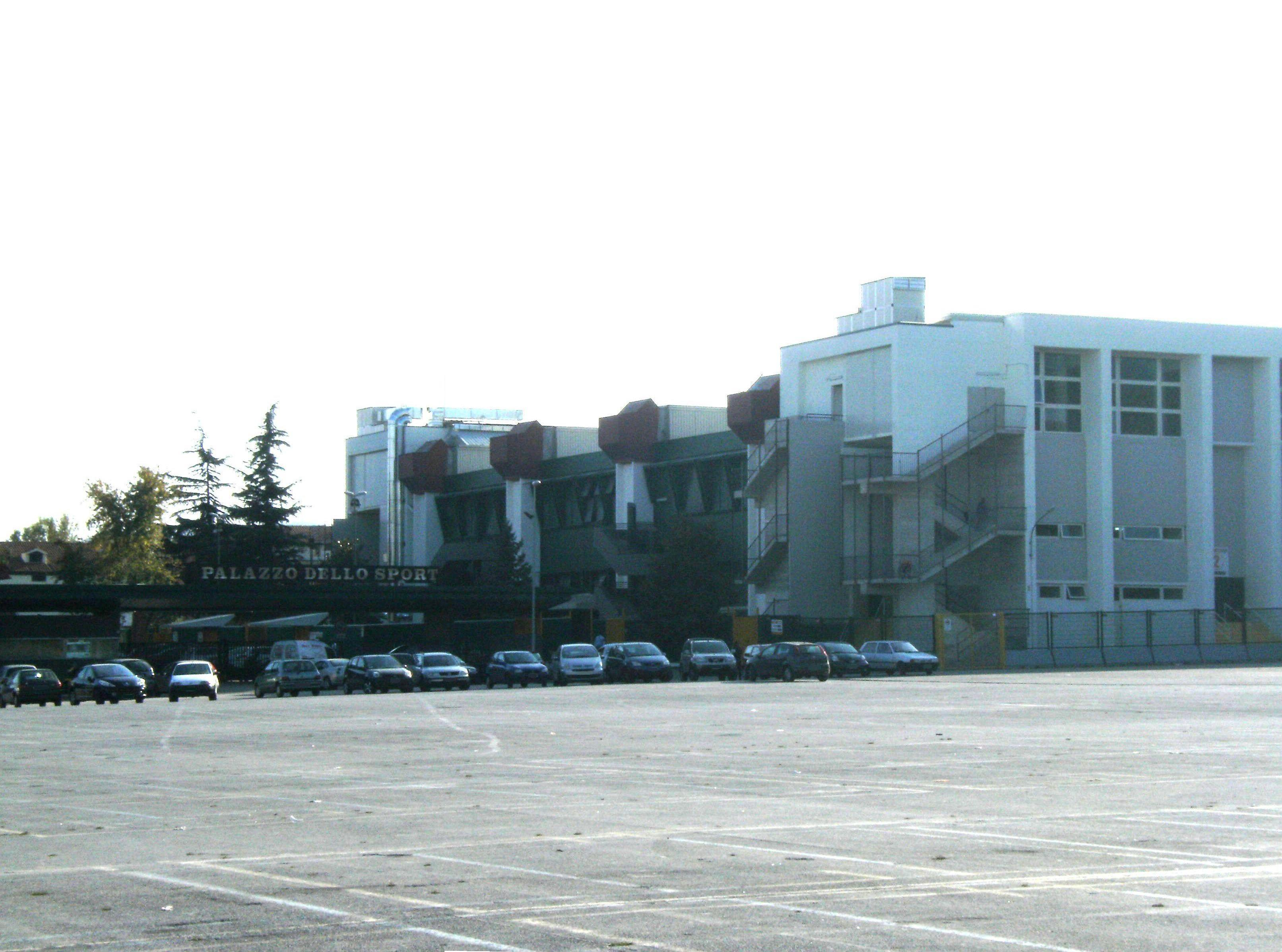
Pala Del Mauro dopo la ristrutturazione